# Aspidium viviparum
Aspidium viviparum là một loài dương xỉ trong họ Tectariaceae. Loài này được Mett. mô tả khoa học đầu tiên.
Danh pháp khoa học của loài này chưa được làm sáng tỏ. 